# Sudbury (Massachusetts)
Sudbury ist eine Town im Middlesex County des Bundesstaats Massachusetts in den Vereinigten Staaten. Das U.S. Census Bureau hat bei der Volkszählung 2020 eine Einwohnerzahl von 18.934 ermittelt.
Sudbury ist Teil der Metropolregion Greater Boston.

## Geschichte
Die Grenzen von Sudbury, das 1639 gegründet wurde, umfassten (bis 1653) das heutige Wayland (das sich 1780 abspaltete) sowie Teile von Framingham, Marlborough, Stow und Maynard (letztere Stadt spaltete sich 1871 ab). Nipmuck-Indianer lebten im heutigen Sudbury, darunter Tantamous, ein Medizinmann, und sein Sohn Peter Jethro, der Sudbury 1684 ein großes Stück Land zur Besiedlung übertrug.
Das ursprüngliche Stadtzentrum und das Versammlungshaus befanden sich in der Nähe des Sudbury-Flusses an der Stelle, die heute als Nordfriedhof von Wayland bekannt ist. Für die Bewohner auf der Westseite des Flusses war es im Winter eine tückische Passage und die Teilnahme an den Gottesdiensten und den Stadtversammlungen war Pflicht. Im Jahr 1723 wurde das West Parish Meetinghouse, das sowohl als Ort für Gottesdienste als auch für Stadtversammlungen diente, im heutigen Stadtzentrum gebaut. Nach der Trennung von Wayland wuchs der neue Standort um Häuser, eine Schule und 1846 ein neues Stadthaus. Seitdem hat sich der Sudbury Center Historic District kaum verändert.
Sudbury stellte auch die meisten Milizionäre während des King Philip’s War und war Schauplatz des bekannten Angriffs auf Sudbury. Ephraim Curtis war ein erfolgreicher Anführer der Miliz von West Sudbury und würde später der Junior High School der Stadt seinen Namen leihen. Sudburys Miliz nahm 1775 an der Schlacht von Lexington und Concord teil, wo Sudbury-Mitglieder auf die nach Boston zurückkehrenden britischen Rotröcke schossen.
Im August 1925 war eine Farm in Sudbury Schauplatz eines Aufruhrs zwischen lokalen Mitgliedern des Ku-Klux-Klans und irisch-amerikanischen Jugendlichen aus der Gegend. Fünf Menschen wurden durch Schüsse verwundet, und die State Police verhaftete über 100 Klansleute. Die Behörden von Massachusetts gingen daraufhin gegen die Treffen der Gruppe vor, und der Klan starb in der Gegend aus.
In der Zeit nach dem Zweiten Weltkrieg erlebte Sudbury ein rasches Wachstum von Bevölkerung und Industrie. Das Rüstungsunternehmen Raytheon war ein bedeutender Arbeitgeber und betrieb von 1958 bis 2016 eine große Forschungseinrichtung in Sudbury. Ein weiterer großer Arbeitgeber in dieser Zeit war Sperry Rand. In den 1970er Jahren war die Stadt die Heimat vieler Ingenieure, die bei der Digital Equipment Corporation im nahe gelegenen Maynard an der Revolution der Minicomputer arbeiteten. Sudbury war auch eine der größten Nelkenzuchtstädte mit vielen Gewächshausbetrieben.
Der am 1. Mai 2003 an der hiesigen Sternwarte entdeckte Asteroid (7610) Sudbury wurde nach ihr benannt.

## Demografie
Laut einer Schätzung von 2019 leben in Sudbury 19.655 Menschen. Die Bevölkerung teilt sich im selben Jahr auf in 84,7 % Weiße, 1,8 % Afroamerikaner, 10,1 % Asiaten und 3,2 % mit zwei oder mehr Ethnizitäten. Hispanics oder Latinos aller Ethnien machten 2,5 % der Bevölkerung von Sudbury aus. Das mittlere Haushaltseinkommen lag bei 191.310 US-Dollar und die Armutsquote bei 2,5 %.

## Söhne und Töchter
- Jacob Bigelow (1787–1879), Mediziner und Botaniker
- Clifford Herschel Moore  (1866–1931), Klassischer Philologe und Religionswissenschaftler
- Bryan Buckley (* 1963), Filmemacher
- Callie Thorne (* 1969), Schauspielerin
- Chris Evans (* 1981), Schauspieler
- Scott Evans (* 1983), Schauspieler
- Michelle Gorgone (* 1983), Snowboarderin
- Matt Savage (* 1992), autistischer Musiker und Savant